# 烽火站
烽火站（朝鲜语：／ Ponghwa yŏk */?）是朝鲜平壤地铁的一个车站，于1973年9月6日启用。

## 车站结构

### 建筑
本站在新冠疫情期間重新裝修，出現相對現代化的外觀。

### 月台
为一个地下2面1线的岛式月台。

## 车站周边
- 中央電報電話局
- 平壤劇場
- 平壤医科大学医院
- 平壤医科大学
- 朝鮮对外文化联絡協会
- 国際文化中心
- 党創立事績館
- 朝鮮人民軍烈士塔
- 口腔病预防院
- 劳动新聞社
- 平壤国際郵局
- 解放山饭店
- 平壤第二百貨店
- 平壤大劇場
- 捷克大使館
- 烽火艺术劇場

## 邻近车站
1. ↑  . www.facebook.com.   [2024-10-03].